# 主廣場 (馬德里)
40°24′56″N 3°42′26″W / 40.41556°N 3.70722°W

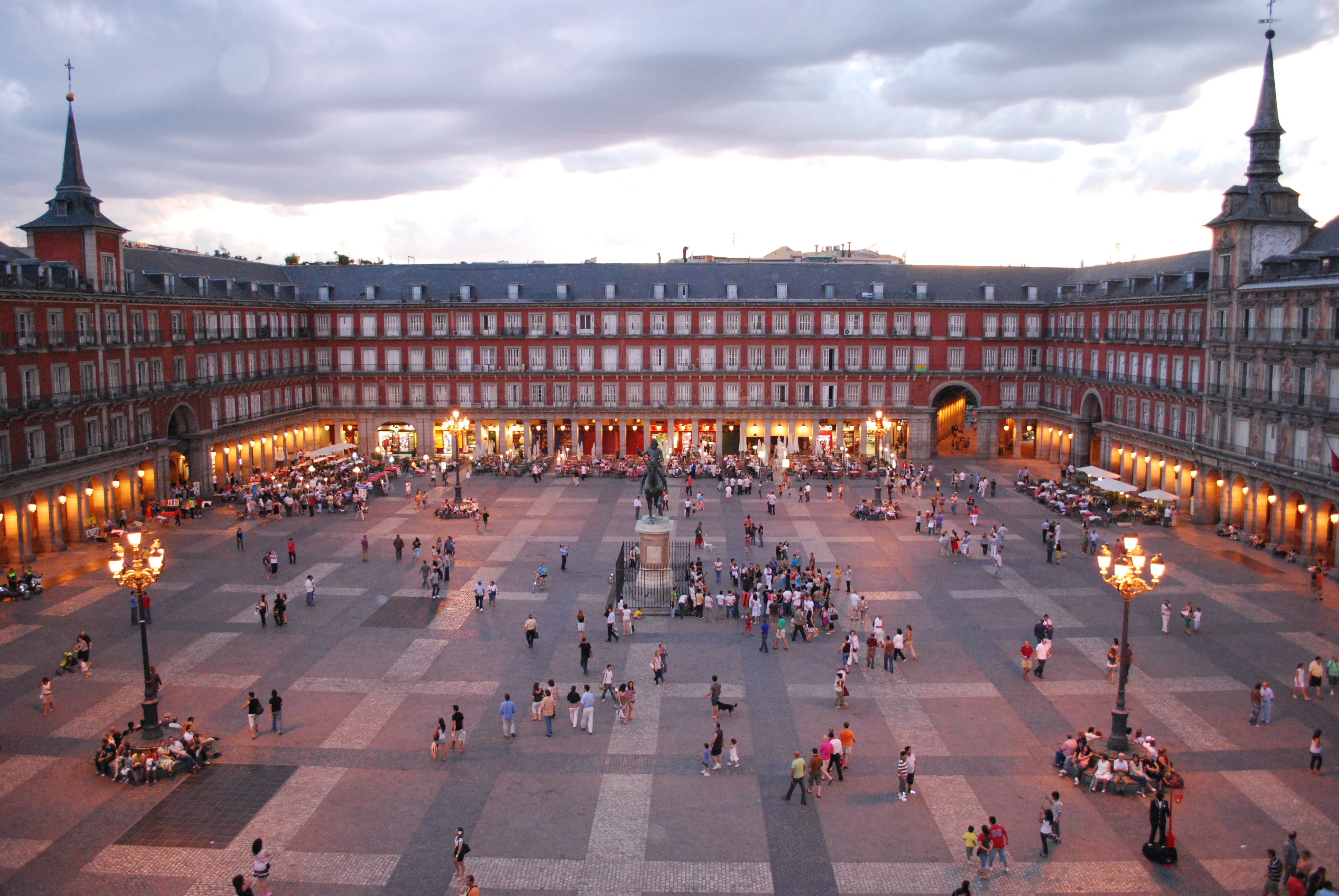
主廣場

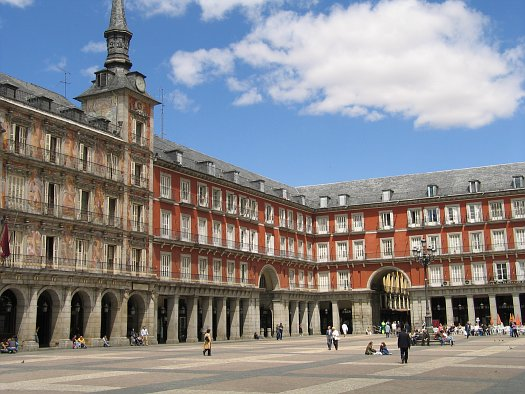
麵包房之家，位於圖上左側

主廣場（西班牙語：Plaza Mayor；亦譯马约尔广场或大廣場）是西班牙首都马德里的中心广场，临近太阳门广场，修建于哈布斯堡王朝时期。其形状为长方形，长129米，宽94米，周围环绕着三层住宅楼，有237个面临广场的阳台。它共有9个入口。主廣場的控制性建筑是麵包房之家（Casa de la Panadería），行使市政和文化功能，外墙布满了壁画。

## 历史
主廣場的起源可以追溯到1589年，腓力二世要求著名的文艺复兴建筑师胡安·德·埃雷拉，讨论一项计划，改建繁忙和混乱的旧阿拉巴尔广场地区。埃雷拉进行了设计，但是建造工程直到1617年腓力三世时期才开始。腓力三世任命胡安·戈麦斯·德·穆拉继续这一工程，到1619年完成。不过，今天的主廣場是在1790年大火之后，建筑师胡安·比利亚努埃瓦重建的作品. 詹波隆那的腓力三世骑马雕像完成于1616年，但是直到1848年才放置在广场中央。墙壁上仍然可以看到前几年举行的斗牛留下的血迹。

## 名称
主廣場的名称曾经几度更改。最初它称为“阿拉巴尔广场”，而后被称为“主廣場”。在1812年之后，西班牙所有主要的广场都更名为“宪法广场”，以纪念1812年宪法。1814年，波旁王朝恢复后，国王将其改名为“皇家广场”（Plaza Real）。从1820年到1823年、1833年到1835年、1840年到1843年，该广场再次改名为“宪法广场”。 在1873年，更名为“共和国广场”，1876年阿方索十二世又恢复“宪法广场”名称。到西班牙内战结束，这座广场更名为主廣場，直至今日。

## 用途
主廣場一直是众多事件的现场：市场，斗牛，足球比赛，公开处决，西班牙宗教裁判所时期，所谓的异端分子也在此处死。主廣場拥有古老而传统的商店和咖啡馆。马德里的主保圣人圣伊西德罗的庆典，也是在这里举行。主廣場现在是一个主要的旅游景点，每年吸引成千上万的游客。